# Thapsia eliasii
Thapsia eliasii är en växtart i släktet Thapsia och familjen flockblommiga växter.
Arten är en perenn ört som förekommer i Spanien och Portugal. Den beskrevs först som Laserpitium eliasii av Frère Sennen och Carlos Pau 1907, och fick sitt nu gällande namn av Aneta Wojewódzka, Łukasz Banasiak, Jean-Pierre Reduron och Krzysztof Spalik 2016.